# Jody Scheckter
Jody David Scheckter (Oost-Londen, 29 januari 1950) is een voormalige Zuid-Afrikaanse autocoureur. Hij bereikte het hoogtepunt van zijn loopbaan in 1979, toen hij in de Formule 1 de wereldtitel greep.

## Loopbaan
Jody Scheckter begon zijn autosportloopbaan in de Formule Ford en Formule 2. Hij debuteerde in de Formule 1 op Watkins Glen in 1972 met een McLaren en reed zelfs enige tijd op de 3de plaats, alvorens te spinnen en ten slotte als 9de te finishen. Zijn naam was er direct een om in de gaten te houden. Het volgende jaar ontwikkelde hij zich verder; hij won het Formule 5000 kampioenschap en startte in vijf F1-races. In Frankrijk, bij zijn derde F1-start, won hij bijna, maar kwam in aanvaring met Emerson Fittipaldi. In zijn eerstvolgende race, de Engelse Grand Prix op Silverstone, baarde hij opzien door bij de start een crash te veroorzaken die het halve deelnemersveld uitschakelde. Tevens schreef hij ook in dat jaar geschiedenis door als eerste coureur twee races met het startnummer 0 te rijden, omdat de kampioen van het jaar ervoor die twee races niet mee reed. Alleen Damon Hill kreeg dit nummer ook in 1993 en 1994.
In 1974 tekende hij bij het team van Tyrrell, dat door het overlijden van François Cevert en het afscheid van Jackie Stewart een nieuwe coureur zocht. Dat jaar won Scheckter zijn eerste races en eindigde in 1975 en 1976 derde in het wereldkampioenschap. Scheckter werd in 1976 tevens de enige coureur die ooit een Grand Prix wist te winnen in een zeswielige Formule 1-wagen.
In 1977 stapte Scheckter over naar het Wolf-team en werd tweede in het wereldkampioenschap, na Niki Lauda. In 1979 werd hij bij Scuderia Ferrari wereldkampioen.
In 1980 wist Scheckter geen vuist te maken en besloot de Formule 1 te verlaten. Hij werd succesvol zakenman in de Verenigde Staten. Later verhuisde hij naar Engeland, waar hij zijn fortuin investeerde in biodynamische landbouw. Hij runt nu de Laverstoke Park Farm in Hampshire.
Zijn zoon Tomas Scheckter is eveneens autocoureur.

## Totale Formule 1-resultaten

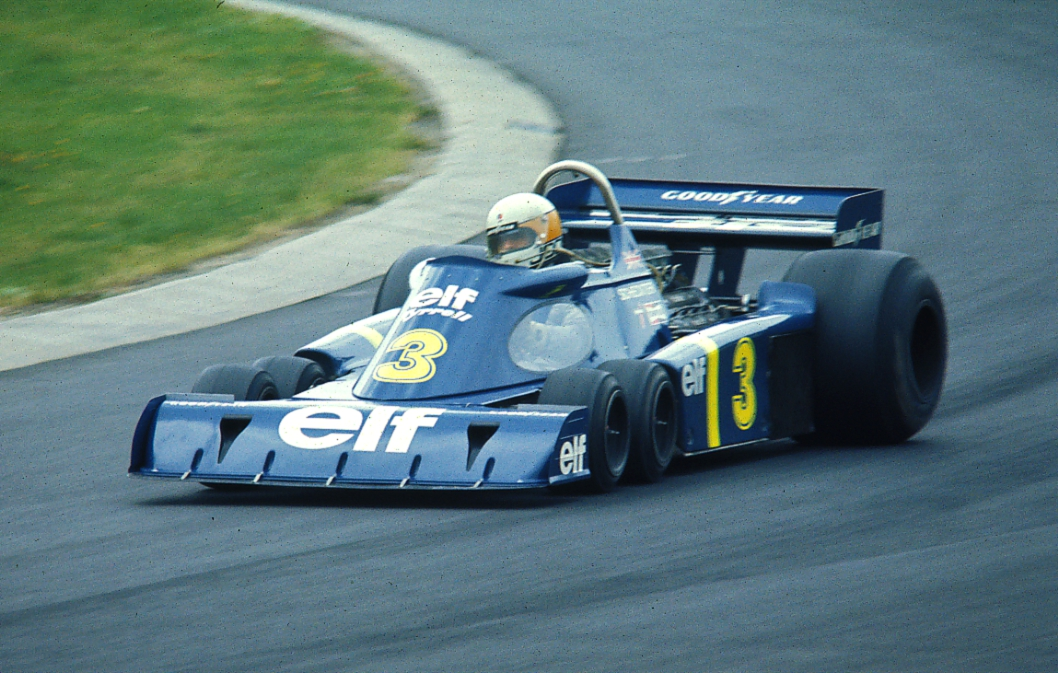
Jody Scheckter 1976 met de Tyrrell-Ford P34 op de Nürburgring

- Races vetgedrukt betekent pole position, races schuingedrukt betekent snelste ronde

| Jaar | Inschrijving         | Chassis       | Motor       | 1       | 2       | 3       | 4       | 5     | 6       | 7       | 8       | 9       | 10      | 11      | 12      | 13      | 14      | 15      | 16      | 17     | Pos. | Punten  |
| ---- | -------------------- | ------------- | ----------- | ------- | ------- | ------- | ------- | ----- | ------- | ------- | ------- | ------- | ------- | ------- | ------- | ------- | ------- | ------- | ------- | ------ | ---- | ------- |
| 1972 | Yardley Team McLaren | McLaren M19A  | Cosworth V8 | ARG     | ZAF     | SPA     | MON     | BEL   | FRA     | GBR     | DUI     | OOS     | ITA     | CAN     | USA 9   |         |         |         |         |        | NC   | 0       |
| 1973 | Yardley Team McLaren | McLaren M19A  | Cosworth V8 | ARG     | BRA     | ZAF 9   | SPA     | BEL   | MON     | ZWE     |         |         |         |         |         |         |         |         |         |        | NC   | 0       |
| 1973 | Yardley Team McLaren | McLaren M23   | Cosworth V8 |         |         |         |         |       |         |         | FRA DNF | GBR DNF | NED     | DUI     | OOS     | ITA     | CAN DNF | USA DNF |         |        | NC   | 0       |
| 1974 | Elf Team Tyrrell     | Tyrrell 006   | Cosworth V8 | ARG DNF | BRA 13  | ZAF 8   |         |       |         |         |         |         |         |         |         |         |         |         |         |        | 3    | 45      |
| 1974 | Elf Team Tyrrell     | Tyrrell 007   | Cosworth V8 |         |         |         | SPA 5   | BEL 3 | MON 2   | ZWE 1   | NED 5   | FRA 4   | GBR 1   | DUI 2   | OOS DNF | ITA 3   | CAN DNF | USA DNF |         |        | 3    | 45      |
| 1975 | Elf Team Tyrrell     | Tyrrell 007   | Cosworth V8 | ARG 11  | BRA DNF | ZAF 1   | SPA DNF | MON 7 | BEL 2   | ZWE 7   | NED 16  | FRA 6   | GBR 3   | DUI DNF | OOS 8   | ITA 8   | USA 6   |         |         |        | 7    | 20      |
| 1976 | Elf Team Tyrrell     | Tyrrell 007   | Cosworth V8 | BRA 5   | ZAF 4   | USW DNF | SPA DNF |       |         |         |         |         |         |         |         |         |         |         |         |        | 3    | 49      |
| 1976 | Elf Team Tyrrell     | Tyrrell P34   | Cosworth V8 |         |         |         |         | BEL 4 | MON 2   | ZWE 1   | FRA 6   | GBR 2   | DUI 2   | OOS DNF | NED 5   | ITA 5   | CAN 4   | USA 2   | JPN DNF |        | 3    | 49      |
| 1977 | Walter Wolf Racing   | Wolf WR1      | Cosworth V8 | ARG 1   | BRA DNF | ZAF 2   | USW 3   |       | MON 1   |         | ZWE DNF |         | GBR DNF |         |         |         | ITA DNF |         | CAN 1   |        | 2    | 55      |
| 1977 | Walter Wolf Racing   | Wolf WR2      | Cosworth V8 |         |         |         |         | SPA 3 |         |         |         |         |         | DUI 2   |         | NED 3   |         | USA 3   |         |        | 2    | 55      |
| 1977 | Walter Wolf Racing   | Wolf WR3      | Cosworth V8 |         |         |         |         |       |         | BEL DNF |         | FRA DNF |         |         | OOS DNF |         |         |         |         | JPN 10 | 2    | 55      |
| 1978 | Walter Wolf Racing   | Wolf WR4      | Cosworth V8 | ARG 10  |         |         |         |       |         |         |         |         |         |         |         |         |         |         |         |        | 7    | 24      |
| 1978 | Walter Wolf Racing   | Wolf WR1      | Cosworth V8 |         | BRA DNF | ZAF DNF |         | MON 3 | BEL DNF |         |         |         |         |         |         |         |         |         |         |        | 7    | 24      |
| 1978 | Walter Wolf Racing   | Wolf WR3      | Cosworth V8 |         |         |         | USW DNF |       |         |         |         |         |         |         |         |         |         |         |         |        | 7    | 24      |
| 1978 | Walter Wolf Racing   | Wolf WR5      | Cosworth V8 |         |         |         |         |       |         | SPA 4   | ZWE DNF | FRA 6   | GBR DNF | DUI 2   | OOS DNF |         | ITA 12  |         |         |        | 7    | 24      |
| 1978 | Walter Wolf Racing   | Wolf WR6      | Cosworth V8 |         |         |         |         |       |         |         |         |         |         |         |         | NED 12  |         | USA 3   | CAN 2   |        | 7    | 24      |
| 1979 | Scuderia Ferrari     | Ferrari 312T3 | Ferrari L12 | ARG DNF | BRA 6   |         |         |       |         |         |         |         |         |         |         |         |         |         |         |        | 1    | 51 (60) |
| 1979 | Scuderia Ferrari     | Ferrari 312T4 | Ferrari L12 |         |         | ZAF 2   | USW 2   | SPA 4 | BEL 1   | MON 1   | FRA 7   | GBR 5   | DUI 4   | OOS 4   | NED 2   | ITA 1   | CAN 4   | USA DNF |         |        | 1    | 51 (60) |
| 1980 | Scuderia Ferrari     | Ferrari 312T5 | Ferrari L12 | ARG DNF | BRA DNF | ZAF DNF | USW 5   | BEL 8 | MON DNF | FRA 12  | GBR 10  | DUI 13  | OOS 13  | NED 9   | ITA 8   | CAN DNQ | USA 11  |         |         |        | 19   | 2       |

- 1950 G. Farina
- 1951 J. M. Fangio
- 1952 A. Ascari
- 1953 A. Ascari
- 1954 J. M. Fangio
- 1955 J. M. Fangio
- 1956 J. M. Fangio
- 1957 J. M. Fangio
- 1958 M. Hawthorn
- 1959 J. Brabham
- 1960 J. Brabham
- 1961 P. Hill
- 1962 G. Hill
- 1963 J. Clark
- 1964 J. Surtees
- 1965 J. Clark
- 1966 J. Brabham
- 1967 D. Hulme
- 1968 G. Hill
- 1969 J. Stewart
- 1970 J. Rindt
- 1971 J. Stewart
- 1972 E. Fittipaldi
- 1973 J. Stewart
- 1974 E. Fittipaldi
- 1975 N. Lauda
- 1976 J. Hunt
- 1977 N. Lauda
- 1978 M. Andretti
- 1979 J. Scheckter
- 1980 A. Jones
- 1981 N. Piquet
- 1982 K. Rosberg
- 1983 N. Piquet
- 1984 N. Lauda
- 1985 A. Prost
- 1986 A. Prost
- 1987 N. Piquet
- 1988 A. Senna
- 1989 A. Prost
- 1990 A. Senna
- 1991 A. Senna
- 1992 N. Mansell
- 1993 A. Prost
- 1994 M. Schumacher
- 1995 M. Schumacher
- 1996 D. Hill
- 1997 J. Villeneuve
- 1998 M. Häkkinen
- 1999 M. Häkkinen
- 2000 M. Schumacher
- 2001 M. Schumacher
- 2002 M. Schumacher
- 2003 M. Schumacher
- 2004 M. Schumacher
- 2005 F. Alonso
- 2006 F. Alonso
- 2007 K. Räikkönen
- 2008 L. Hamilton
- 2009 J. Button
- 2010 S. Vettel
- 2011 S. Vettel
- 2012 S. Vettel
- 2013 S. Vettel
- 2014 L. Hamilton
- 2015 L. Hamilton
- 2016 N. Rosberg
- 2017 L. Hamilton
- 2018 L. Hamilton
- 2019 L. Hamilton
- 2020 L. Hamilton
- 2021 M. Verstappen
- 2022 M. Verstappen
- 2023 M. Verstappen
- 2024 M. Verstappen